# Jakub Pavelka
Jakub Pavelka (19. července 1865, Linhartské Vážany – 19. října 1934, Nové Hvězdlice) byl český (resp. moravský) duchovní a básník.

## Biografie
Jakub Pavelka se narodil v roce 1865 v Linhartských Vážanech (nynější Vážany nad Litavou) nedaleko Vyškova. V katedrále svatého Petra a Pavla v Brně byl roku 1889 vysvěcen na kněze a téhož roku nastoupil do farnosti v Rudíkově, kde spoluzaložil katolickou jednotu, tam působil až do roku 1901, kdy odešel do farnosti v Přibyslavicích. Tam působil až do roku 1922, roku 1916 tam také vstoupil do mezi františkánské terciáře. V roce 1922 požádal o přeložení do Nových Hvězdlic, kde jako nemocný těžkou cukrovkou zemřel v roce 1934. Byl pohřben na hřbitově ve Starých Hvězdlicích.
Roku 1904 vyvstanula potřeba nového kancionálu pro brněnské biskupství, jako autor básní byl určen Jakub Pavelka, který v roce 1912 přeložil kancionál Cesta k věčné spáse. Spolu s ním na kancionálu pracoval jako hlavní redaktor Karel Eichler a jako hudebník František Musil. V roce 2005 byla odhalena pamětní deska u rodného domu Jakuba Pavelky ve Vážanech nad Litavou.